# Авлаки (дем Амфилохия)
Авлаки (на гръцки: Αυλάκι) с най-старо име до 1912 г. Вървица (на гръцки: Βερβίτσα), коригирано на Вердица (на гръцки: Βερδίτσα) до 1927 г. е село в планинската област Пинд на 660 м надморска височина, намиращо се на границата между номите Евритания и Кардица.
Селото е известно с каменния си мост и е част от пастирската общност на Балтос, Мала Влахия.